# Arion lusitanicus
Arion lusitanicus, ook bekend onder de naam Portugese naaktslak, is een naaktslak uit de familie Arionidae. De soort endemisch in de bossen van de westelijke regio van Lissabon (zoals het natuurpark Sintra-Cascais of het natuurpark Arrábida) in Portugal.

## Taxonomie
De bekendere Spaanse naaktslak Arion vulgaris (Moquin-Tandon, 1855) werd een tijdlang ten onrechte geïdentificeerd als Arion lusitanicus, maar de twee naaktslakken zijn niet erg nauw verwant en verschillen in interne anatomie, vorm van spermatofoor en aantal chromosomen.